# Thibaudia parvifolia
Thibaudia parvifolia là một loài thực vật có hoa trong họ Thạch nam. Loài này được (Benth.) Hoerold miêu tả khoa học đầu tiên năm 1909.